# Na Contramão do Sistema
Na contramão do Sistema é o segundo álbum de estúdio da banda brasileira de rock Fruto Sagrado, lançado em 1993 e com produção da banda. A obra trouxe uma sonoridade próxima ao hard rock, e foi distribuído pela Gospel Records.
Neste disco, a banda intensificou as críticas sociais e tratou de racismo ("Jimmy"), exclusão e pobreza ("Meninos de Rua"), líderes religiosos mercenários ("Lobo Mau") e a situação do país, naquela época ("Involução" e "Brasil"). O disco foi um dos mais bem recebidos pelo público, segundo o vocalista Marcão.
Em 2018, foi eleito o 18º melhor álbum da década de 1990, de acordo com lista divulgada pelo portal Super Gospel.
| Críticas profissionais | Críticas profissionais |
| Avaliações da crítica  | Avaliações da crítica  |
| Fonte                  | Avaliação              |
| ---------------------- | ---------------------- |
| O Propagador           | [ 5 ]                  |

## Faixas
1. "Brasil"
2. "Na Contramão"
3. "Jimmy"
4. "Meninos de Rua"
5. "Lobo Mau"
6. "Exceção à Regra"
7. "Investimento"
8. "Involução"

## Ficha técnica
Banda
- Marcão - vocais, baixo
- Bênlio Bussinguer - guitarras e teclado
- Flávio Amorim - bateria, vocais

Músicos convidados
- Paulo Barcellos - guitarra
- Marcos Valério - técnico de gravação